# ラモン・メルカデル
ハイメ・ラモン・メルカデル・デル・リオ（スペイン語: Jaime Ramón Mercader del Río）またはジャウマ・ラモン・マルカデー・ダル・リオ（カタルーニャ語: Jaume Ramon Mercader del Río、1914年2月7日 - 1978年10月18日）は、スペイン生まれのソビエト連邦のスパイ。ソ連では、ラモン・イワノヴィチ・ロペス（ロシア語: Рамон Иванович Лопес）と呼ばれた。レフ・トロツキーを暗殺したことで知られる。ソ連邦英雄。通常は母親の姓の一部を省略したメルカデール・デル・リオと表記されることが多い。
スパイとしては、「ジャック・モルナール（Jacques Mornard）」、「フランク・ジャクソン（Frank Jacson）」という偽名を持っていた。
イタリアの映画監督ヴィットリオ・デ・シーカの妻となった女優マリア・メルカデルは異母妹である。弟のルイス・メルカデル・デル・リオ (1923年-1998年)は無線技術者。

## 経歴
母親のエウスタキア・マリーア・カリダド・デル・リオ・エルナンデスはカンタブリア人商人の娘であり、スペイン領キューバで生まれた。父親のパウ・メルカデル・マリナはカタルーニャ人実業家の息子であり、バルセロナ近郊のバダロナで生まれている。1914年2月7日、ラモン・メルカデルはバルセロナに生まれた。両親はやがて別居し、母親とともに少年時代をフランスで過ごした。
スペイン共産党員となった。ソ連内務人民委員部（NKVD）のエージェントだった母マリーア・カリダドの勧めでラモンもエージェントとなり、母の情夫だったナウム・エイチンゴンの指揮の下、トロツキーの暗殺を準備した。
エイチンゴンの同僚だったパヴェル・スドプラトフによれば、メルカデルは大変頭が良く、意志の強い人物で、自分の命を捧げた事実が歴史的に正しいものであると狂信的に信じる人物だったという。エイチンゴンは、任務を確実に実行させるために（失敗すれば自身の命が危なかったため）、メルカデルへの資金援助を惜しまなかった。
1939年9月、メルカデルはカナダのパスポートでニューヨークに向かい、トロツキストのシルヴィア・アゲロフに接近した。同年10月、トロツキーのいるメキシコに向かい、会社（エイチンゴンが作った幽霊会社）の仕事だといってシルヴィアを信用させた。1940年3月、ジャック・モルナールの偽名でトロツキーの別荘に出入りし、新たにトロツキーの秘書になったシルヴィアと共に自分をトロツキーの支持者だと信用させ、家のセキュリティーなどを密かに調べ上げた。その間には、メルカデルの母マリーア・カリダドがメキシコ入りする一方で弟ルイスはエイチンゴンの要請によりパリからモスクワに送られており、彼らは事実上の人質となっていた。そのような状況のもとで、5月26日ごろにメルカデルはついにエイチンゴンから暗殺の命を受けることとなった。

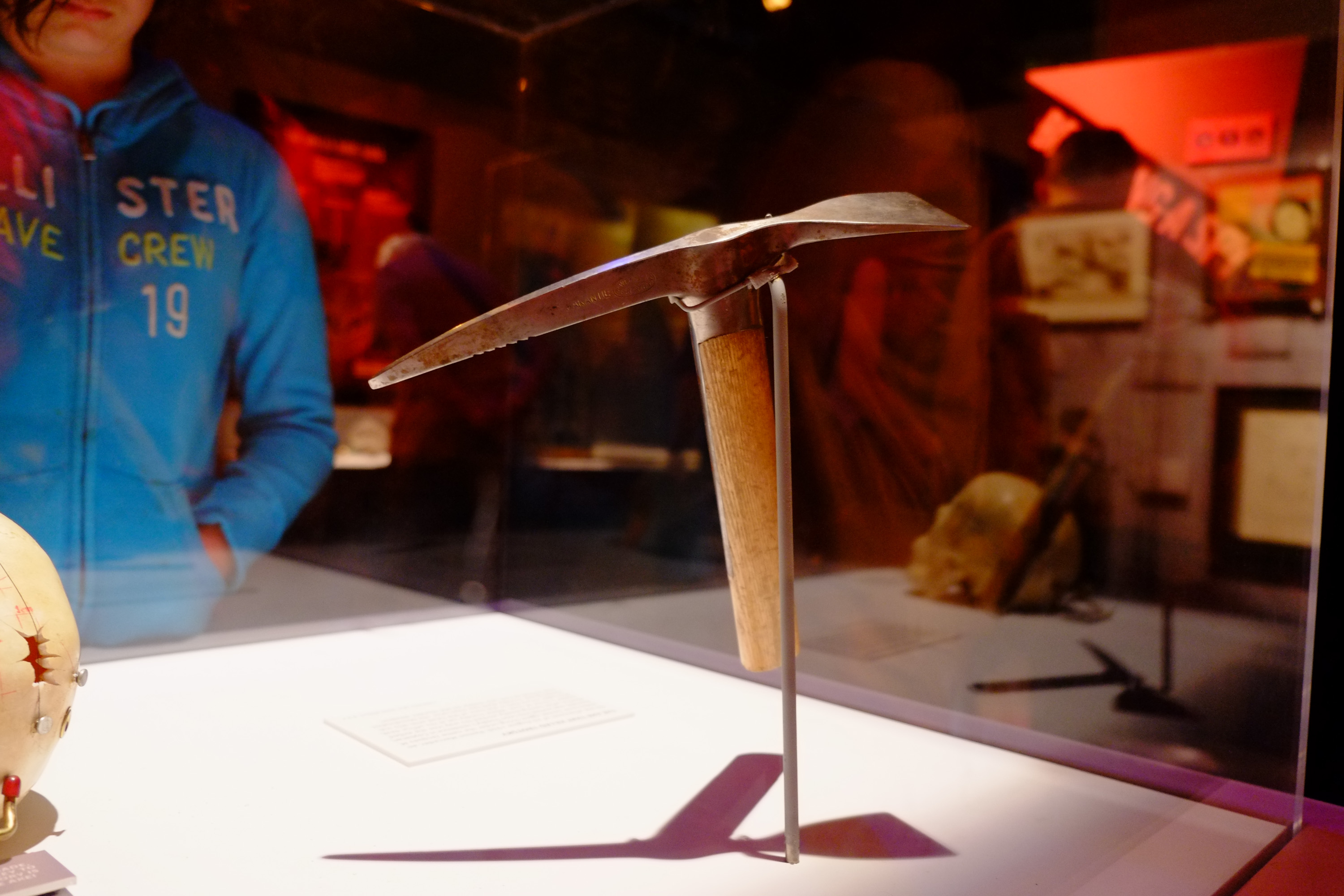
メルカデルがトロツキー暗殺に用いたピッケル

1940年8月20日午後5時、メルカデルは自分の論文を見せるとして暗殺のためにトロツキーの別荘に入った。書斎でメルカデルは7cmのピッケルを「論文」を読み始めたトロツキーの頭に振り下ろしたが、トロツキーは意識を失わずに叫び声を上げ、メルカデルに噛み付いた。すぐに警備員がやって来て逃げようとしたメルカデルを袋叩きにした。血塗れになったメルカデルは、「俺はこうしなきゃならなかったんだ！あいつらは俺の母親を押さえてるんだ！そうしなきゃいけなかったんだ！今すぐ殺せ！そうでなきゃ殴るのだけはやめてくれ！」と訴えた。これを見たトロツキーは「殺すな。先ず尋問すべきだ」とかろうじて言葉を発した。
トロツキーは直ちに病院に搬送されたものの、結局これが致命傷となり翌日午後7時頃に病院で死亡した。
メルカデルがトロツキーを殺したと知ったシルヴィアは卒倒した。エイチンゴンとカリダドら首謀者たちはその日のうちに出国し、一年後にモスクワへ帰還した。メルカデルにはレーニン勲章が送られ、代理としてカリダドがスターリンから直接授与された。
逮捕後、メルカデルはシルヴィアとの結婚を拒否されたための私的な報復だと主張して一切の証言を拒否した。8月22日、「プラウダ」紙は、「暗殺者はジャン・モーガン・ワンデンドラインと自称し、トロツキーの信奉者かつ側近である」として関与を否定した（この時点で、事件の詳細はまだ報道されていなかった）。メルカデルは、犯行の状況を除いて自供を拒み続けた。
メキシコの裁判所は彼に最高刑の懲役20年を言い渡した（メキシコに死刑は無いため）。メルカデルは獄中で、歴史が必ず自分を高く評価するだろうと主張し続けた。しかし、指紋の分析から1950年の9月になってメルカデルの正体がようやく突き止められた。服役期間中も仮釈放を条件に真実を明らかにするよう説得が試みられたが、メルカデルはこれを拒否して刑期満了まで服役した。1960年5月6日に釈放されてキューバに移送され、その後チェコスロバキア経由で秘密裏にソ連に送られた。同年5月31日、メルカデルにソ連邦英雄の称号、レーニン勲章が授与された。

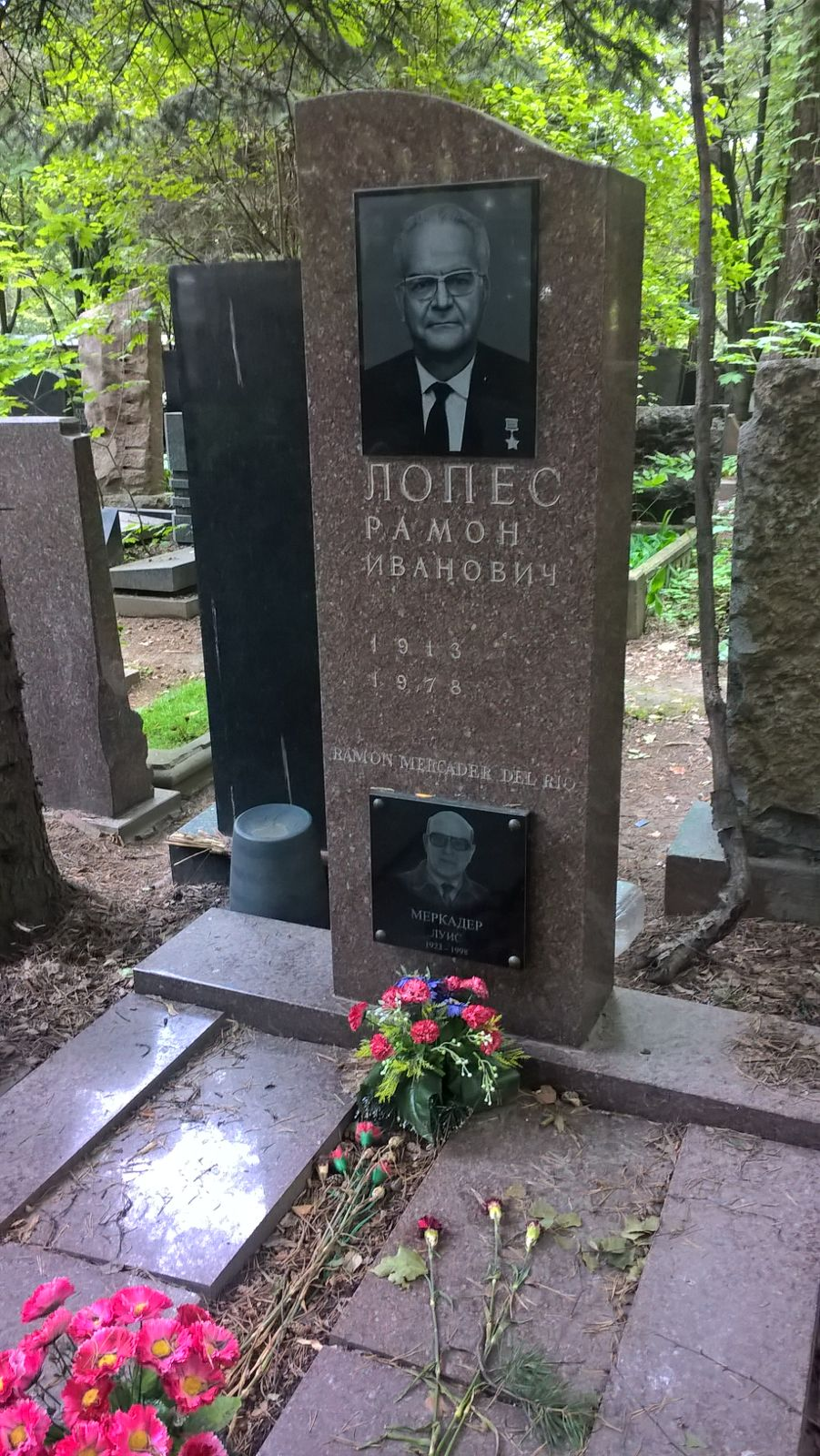
ラモン・メルカデルの墓石。偽名「ラモン・ロペス」の下に、本名が刻まれている

ソ連では、ソ連共産党中央委員会附属マルクス・レーニン主義大学職員として働いた。しかし、時はすでにスターリンの死後であり、上司のエイチンゴン、スドプラトフは既に失脚・投獄されていた。当然、メルカデルも逮捕はされなかったが事実上厄介者扱いだった。そのため、彼が希望していたソ連共産党への入党は拒絶された（メルカデルの所属は終生スペイン共産党のままだった）。失望した彼は1970年代中盤、フィデル・カストロの招待によりキューバに移り、キューバ外務省顧問となった。彼は呼び寄せた母カリダドと共にハバナで暮らし、カリダドの死から3年後の1978年10月18日に肺癌のため死去した。メルカデルの遺体は未亡人の要望によりモスクワに移され、クンツェヴォ墓地に「ラモン・ロペス」として葬られた。また、ルビャンカにあるKGB博物館には彼を顕彰した一角がある。

## 参考映画
- 『暗殺者のメロディ』（1972年、ジョセフ・ロージー監督）

## 関連書籍
- ドミトリー・ヴォルコゴーノフ『トロツキー その政治的肖像』生田真司訳、朝日新聞社（上・下）、1994年。ISBN 978-4022567925／ISBN 978-4022567932
- レオナルド・パドゥーラ『犬を愛した男』寺尾隆吉訳、水声社、2019年。ISBN 978-4801002692
- 篠崎務『トロツキー暗殺と米ソ情報戦 野望メキシコに散る』 社会評論社、2009年。ISBN 978-4784505883
- フリアン・ゴルキン『トロツキーの暗殺』大井孝・星野昭吉訳、風媒社、1972年